# ماریا پرز (بازیکن فوتبال)
ماریا پرز (انگلیسی: María Pérez؛ زادهٔ ۷ سپتامبر ۱۹۹۲) بازیکن فوتبال اهل کوبا است.
وی همچنین در تیم‌های ملی فوتبال Cuba women's national under-20 football team و Cuba women's national football team بازی کرده‌است.